# HIV-Proteaseinhibitor
HIV-Proteaseinhibitoren, meist kurz Proteaseinhibitoren (PIs) oder Proteasehemmer genannt, sind Arzneistoffe, welche die HIV-Protease von HIV hemmen. Sie sind mittlerweile Bestandteil der sogenannten antiretroviralen Therapie (ART). Alle Vertreter haben die Endsilbe „-navir“ im Substanznamen.

## HIV-Protease
Bei der HIV-Protease handelt es sich um eine Aspartatprotease, das von der viralen RNA codiert ist. Bei der Bildung neuer Viren spielt es eine entscheidende Rolle, da es die Spaltung des gag-pol-Polyproteins in verschiedene funktionelle Proteine katalysiert. HIV benötigt für seine Ausbreitung eine Reihe von Proteinen wie die reverse Transkriptase, die Integrase, Strukturproteine der Virushülle oder die HIV-Protease selbst. Diese aus dem Polyprotein gebildeten Proteine werden anschließend in neue Virionen inkorporiert. Wird die Funktion der HIV-Protease von Inhibitoren unterdrückt, so kann das gag-pol-Vorläuferprotein nicht oder nur an den falschen Stellen geschnitten werden; zur erfolgreichen Virusreproduktion fehlen infolgedessen die nötigen funktionellen Bausteine.
Das Enzym spaltet die funktionsuntüchtigen Polyproteine besonders bei hydrophoben und aromatischen Aminosäuren sowie Prolin, in der P2-Region vor allem Asparagin, in der P1-Region Tyrosin und Phenylalanin und in der P1'-Region Prolin.

## Funktionsweise der Proteaseinhibitoren
Proteaseinhibitoren (PIs) besetzen die Bindungsstelle des Substrats (Vorläuferprotein) an der Protease und verhindern, dass diese ihre Wirkung entfalten kann. Eingesetzt werden PIs zur Behandlung von HIV-1-positiven Patienten im Rahmen einer antiretroviralen Therapie (ART). Ziel ist die Hemmung der HIV-Protease, wodurch der virale Replikationszyklus unterbrochen wird – es entstehen nichtinfektiöse Viruspartikel.
Mit der Ausnahme von Tipranavir zeichnen sich alle klinisch genutzten HIV-Proteaseinhibitoren durch eine peptid-ähnliche Struktur aus und werden daher auch als Peptidomimetika bezeichnet. Ihr Aufbau ist der Struktur der Erkennungssequenz von HIV-Proteasen nachempfunden, sie passen in das aktive Zentrum des Enzyms. PIs stellen dabei stabile Analoga des Übergangszustands der Erkennungssequenz während der Spaltungsreaktion des Substrats durch HIV-Proteasen dar. Es gibt auch im natürlichen Stoffwechsel Proteasen, wie etwa Renin, Cathepsine oder Faktor Xa. Diese unterscheiden sich aber von der viralen Protease so stark, dass sie durch HIV-Proteaseinhibitoren nicht in ihrer Wirkung beeinträchtigt werden. 
Die Hemmung der viralen Protease wurde erreicht, indem man versucht, durch Nachbau der Struktur des Peptids eine hohe Affinität zum katalytischen Zentrum der HIV-Protease herzustellen, gleichzeitig aber die Struktur so zu modifizieren, dass sie nicht im Magen-Darm-Trakt gespalten werden kann. Peptidomimetische HIV-Proteaseinhibitoren weisen im Vergleich zu ihrem Vorbild daher zahlreiche Veränderungen auf. Die Peptidbindungen sind zum Schutz gegen eine Spaltung stabilisiert oder ausgetauscht. Lipophile Substituenten verbessern die pharmakokinetischen Eigenschaften und machen sie als Arzneistoff nutzbarer. PIs späterer Generationen zeichnen sich im Vergleich zu Integrase-Strangtransfer-Inhibitoren (INSTIs) und nichtnukleosidischen Reverse-Transkriptase-Inhibitoren (NNRTIs) durch eine geringe Resistenzbildung aus.
Eine Steigerung der Wirkungsweise wird bei den PIs durch sogenannte „Booster“ bzw. Pharmakoenhancer (auch Pharmakokinetischer Booster) realisiert. Dies erfolgt mittels Ritonavir oder Cobicistat, die Cytochrom P450 hemmen. Dadurch werden PIs langsamer abgebaut, was sich vorteilhaft auf Maximalkonzentration, Talspiegel und Halbwertszeit auswirkt: die Pillenzahl und damit die tägliche Einnahme sinken. Jedoch kann es auch zu mehr Nebenwirkungen kommen.
PIs tragen als Endsilbe „-navir“ im Substanznamen, „/r“ bzw. „/c“ kennzeichnen die Art der Boosterung (Ritonavir bzw. Cobicistat).

## Entwicklung und Vertreter
| Substanzname  | Abkürzung | Jahr der Zulassung (EU) | Status                        |
| ------------- | --------- | ----------------------- | ----------------------------- |
| Saquinavir    | SQV       | 1995                    | obsolet                       |
| Indinavir     | IDV       | 1996                    | Zulassung erloschen (2021)    |
| Ritonavir     | RTV       | 1996                    | ausschließlich als Booster    |
| Nelfinavir    | NLV       | 1998                    | Zulassung erloschen (2013)    |
| Amprenavir    | APV       | 2000                    | Zulassung erloschen (2011)    |
| Lopinavir     | LPV/r     | 2001                    | nur mit Ritonavir als Booster |
| Atazanavir    | ATV       | 2003                    | obsolet                       |
| Fosamprenavir | fAPV      | 2004                    | obsolet                       |
| Tipranavir    | TPV       | 2005                    | obsolet                       |
| Darunavir     | DRV       | 2007                    | als Primärtherapie empfohlen  |

### Erste Generation
Die erste Generation der Proteaseinhibitoren basierte auf Isosteren mit Hydroxylethyl- ((-CH2-CH(OH)-)) und Hydroxyethylaminogruppen. Hierbei ahmt die zentrale Hydroxylgruppe den Übergangszustand der Hydrolyse nach, kann von der PI aber nicht katalytisch geschnitten werden.
Der erste Vertreter der PIs auf dem Markt war Saquinavir. Dieser Arzneistoff hatte den Nachteil einer sehr geringen Bioverfügbarkeit, weshalb sehr hohe Dosen (auf mehrere Tabletten verteilt) in möglichst genau einzuhaltenden Zeitabständen von acht Stunden einzunehmen waren. Mittlerweile wird es durch diese unpraktische Anwendung für den alltäglichen Gebrauch nicht mehr eingesetzt. Der zweite PI Indinavir hatte zwar eine verringerte Tablettenzahl von zwei Tabletten pro Tag, aber wurde 2019 aufgrund besserer Alternativen und seiner Nebenwirkungen (insbesondere Nierensteine) vom Markt genommen, die Arzneimittelzulassung erlosch 2021.
Da es sich bei der antiretroviralen Kombinationstherapie um eine lebenslange Behandlung handelt, waren Modifikationen erwünscht, die zu einer verbesserten Patienten-Compliance, also komfortablerer Anwendung führen. Der dritte Vertreter, Ritonavir, erfüllte diese Forderung erstmals. Ritonavir ist ein starker Hemmer des Cytochrom-P450-Systems in der Leber, welches den Abbau lipophiler Fremdstoffe im Organismus katalysiert. Dadurch wurde es möglich, die Plasmaspiegel des Wirkstoffes auf einem höheren Niveau zu halten und die Dosis zu reduzieren. Als Monotherapie wird es aufgrund seiner Nebenwirkungen nicht mehr eingesetzt, stattdessen ausschließlich als Booster in Kombination mit anderen PIs (Lopinavir, Darunavir).
Ein anderes Problem stellt die Resistenzentwicklung von HIV-Stämmen gegen Proteaseinhibitoren dar. Durch den ähnlichen Aufbau und den gleichen Wirkmechanismus tritt meist eine Kreuzresistenz auf, das heißt, bei Resistenz gegen einen PI ist das Virus auch gegen die anderen Vertreter resistent und wird nicht mehr gehemmt. Der vierte Vertreter dieser Reihe, Nelfinavir, stellte für diesen Fall erstmals eine Alternative. Aufgrund hoher Pillenzahl, Nebenwirkungen (Durchfall) und geringer antiviraler Wirkung wurde es 2013 vom Markt genommen. Auch Amprenavir zeigte eine geringere Neigung zu Kreuzresistenz, allerdings hat dieser Wirkstoff durch seinen stark lipophilen Charakter eine deutliche Schwäche bezüglich Resorption aus dem Magen-Darm-Trakt. Folglich musste man entsprechend hohe Dosen verabreichen. Vorteilhaft erwies sich die hohe Halbwertszeit von Amprenavir, die eine zweimalige Dosis pro Tag zuließ. Amprenavir wurde durch Fosamrenavir ersetzt. 
Bei PIs der ersten Generation sind sehr peptidisch, was zu gewissen Nachteilen führt: Sie werden metabolisch schnell umgesetzt und haben daher eine kurze Halbwertszeit. Außerdem ist die Bioverfügbarkeit gering, wodurch eine häufigere Einnahme erforderlich ist. Typische Nebenwirkungen sind Beschwerden im Magen-Darm-Bereich (Durchfall, Übelkeit, Unterleibsschmerzen). Insbesondere die Resistenzentwicklung führte zur Erforschung der zweiten Generation.

### Zweite Generation
2001 wurde Lopinavir zugelassen. Dieser Wirkstoff wird fix (in der gleichen Tablette) mit Ritonavir kombiniert (Lopinavir/r), was eine deutliche Dosisreduktion zur Folge hatte.
Mit Atazanavir stand seit 2003 ein Vertreter zur Verfügung, der sogar eine einmalige Dosierung pro Tag erlaubte. Der Hersteller von Amprenavir entwickelte diesen Arzneistoff zu einem sogenannten Prodrug weiter. Man räumte den Nachteil der schlechten Resorption durch eine kleine Modifikation zur Seite. Fosamprenavir ist sozusagen ein Vehikel, durch Veresterung mit Phosphorsäure wurde Amprenavir besser wasserlöslich und wird dadurch besser ins Blut aufgenommen. Eine deutliche Verminderung der Dosis war das Resultat. Dadurch ist es der einzige PI, der auch ohne Boosterung auskommen kann. Wegen der Hyperbilirubinämien wird es kaum mehr eingesetzt, nachteilig ist auch seine Wirkung im Vergleich zu INSTIs.
Tipranavir war der erste PI ohne die bisherige Peptidstruktur und unterscheidet sich damit maßgeblich von den anderen PIs. Der Vorteil besteht in der guten Wirkung bei HIV-Stämmen, die Resistenzen gegen PIs entwickelt haben. Allerdings beeinflusst Tipranavir offenbar in komplizierterem Maße den Stoffwechsel in der Leber, was sich in verschiedensten, teils lebensbedrohlichen Nebenwirkungen (z. B. Hirnblutung) bemerkbar macht. Daher wurde es nicht in der Primärtherapie verwendet, aufgrund besserer Alternativen mittlerweile auch kaum noch in der Salvage-Therapie.
Der zuletzt zugelassene PI ist Darunavir, es zeichnet sich durch seine hohe Resistenzbarriere sowie Wirkung gegen PI-resistente Viren aus. Dies ermöglicht auch die Verwendung als Salvage-Therapie. Mittlerweile sind aber auch multiresistente HIV-1-Varianten bei Patienten bekannt. Im Gegensatz zu anderen PIs treten gastrointestinale Nebenwirkungen moderater auf, jedoch häufiger ein Exanthem. Daruinavir wird mittlerweile durch Cobicistat oder Ritonavir geboostert. Es ist der einzige PI in Form eines Eintablettenregimes (Symtuza).  

## Allgemeine Nebenwirkungen
Beschwerden des Magen-Darm-Traktes, wie Übelkeit, Bauchschmerzen und Durchfall sind bei Behandlung mit allen Vertretern der Proteaseinhibitoren relativ häufig. Gelegentlich kann man Veränderungen bestimmter Laborwerte feststellen, zum Beispiel von Transaminasen. Außerdem beeinflussen alle PIs den Metabolismus durch die Leber.

### Beeinflussung von Cytochrom P450
Alle Proteaseinhibitoren sind mehr oder weniger starke Hemmer des Cytochrom-P450-Systems (hauptsächlich CYP3A4). Das Cytochrom-P450-System besteht aus verschiedenen Enzymen, kommt in großer Dichte in der Leber vor und hat die Aufgabe, den Organismus von fremden Substanzen, die besonders lipophilen (fettlöslichen) Charakter haben zu befreien. Die Ausscheidung sehr vieler Arzneistoffe erfolgt unter Einbeziehung dieses Mechanismus. Wird das System nun gehemmt, wie es durch PIs und andere Substanzen geschieht, so bleiben unerwartet hohe Dosen dieser lipophilen Stoffe über längere Zeit als üblich im Körper und können zu ungewollten Reaktionen führen (Überdosierung). Die Verwendung diverser Arzneistoffe wie beispielsweise Antiarrhythmika, Benzodiazepine und Kontrazeptiva gemeinsam mit PIs ist daher äußerst problematisch.